# Agropatria
Agropatria (anteriormente conocida como Agroisleña antes de ser expropiada en 2010) era una compañía de suplementos agrícolas propiedad del gobierno venezolano que fue arruinada por medidas antieconómicas del gobierno bolivariano para ser privatizada y entregada en noviembre de 2020 al grupo Agrollano 2910. Además, suministra fertilizantes, semilla, agroquímicos y préstamos a los productores agrícolas. Para septiembre de 2014, se asignó a José Berroterán como presidente de la empresa.

## Historia
Agroisleña fue una empresa del sector privado fundada en 1958 por inmigrantes canarios, del cual se pueden mencionar a Enrique Fraga Alfonso. Se convirtió en la empresa líder en productos agrícolas en Venezuela. Contaba con 60 sucursales en todo el territorio venezolano hasta antes de su expropiación.

## Expropiación
Fue señalada por el presidente Hugo Chávez de abusar de su posición dominante en el mercado y apelando a su plan socialista, para el 4 de octubre de 2010, el mismo presidente Chávez anunció su expropiación. La expropiación se anunció durante el programa Aló Presidente número 364 el 3 de octubre de 2010. En ese momento, el presidente Chávez se refirió al cambio de propietario como un paso hacia la propiedad popular: «pasa a ser ahora propiedad popular, propiedad patria». Días después, el 6 de octubre del mismo año, durante la inauguración de una aldea universitaria en el estado Cojedes, en referencia a las reclamaciones de los afectados, afirmó: «anoche firmé el decreto de expropiación y que chille la oligarquía, que haga lo que le dé la gana».
Sin embargo, para mayo de 2015, la Confederación de Asociaciones de Productores Agropecuarios (Fedeagro) denunció que Agropatria ejercía una posición de monopolio en el mercado de suministro de suplementos agrícolas al abastecer cerca del 95 % del mercado, más del doble que la participación de Agroisleña al momento de ser expropiada. Además, Agropatria contaría con privilegios a la hora de acceder a divisas para la importación de materiales agrícolas, en detrimento del disminuido sector privado.
En noviembre de 2020, debido a la crisis del país que venía afectando a la empresa, a la falta de insumos y a la mala administración con que se manejaba, terminó vendiéndose, de forma anónima, y con apoyo en la nueva ley anti-bloqueo, a la empresa privada poco conocida en el ramo Agrollano 2910, con lo que se dio fin a la posible quiebra. La información llegó de manera escueta a los empleados por medio de un Twitter, supuestamente del Grupo Eveba, propiedad de los hermanos libaneses Majed Khalil Majzoub y Khaled Khalil Majzoub y los nuevos propietarios de "Lácteos Los Andes".
El 24 de marzo de 2022 el CIADI ordenó al gobierno de  Venezuela pagar a sus antiguos dueños, 1.629 millones de dólares al incumplir el acuerdo con el Grupo de agroinsumos español al expropiar a la empresa Agroisleña en el 2010.